# Thomanerchor
Het Thomanerchor is een jongenskoor in Leipzig, Duitsland. Het koor dateert van 1212. Tegenwoordig bestaat het koor uit 92 jongens die 9 tot 18 jaar oud zijn. De leden,Thomaner genoemd, wonen in een kostschool: het Thomasalumnat. Zij zitten op de Thomasschule, een gymnasium waar ze een talenpakket aangeboden krijgen met de nadruk op muzikale vorming. De jongste leden bezoeken een basisschool. Van 1723 tot 1750 dirigeerde Johann Sebastian Bach dit koor. De titel van de dirigent is Thomascantor. Het koor is verbonden aan de Thomaskirche.

## Het koor

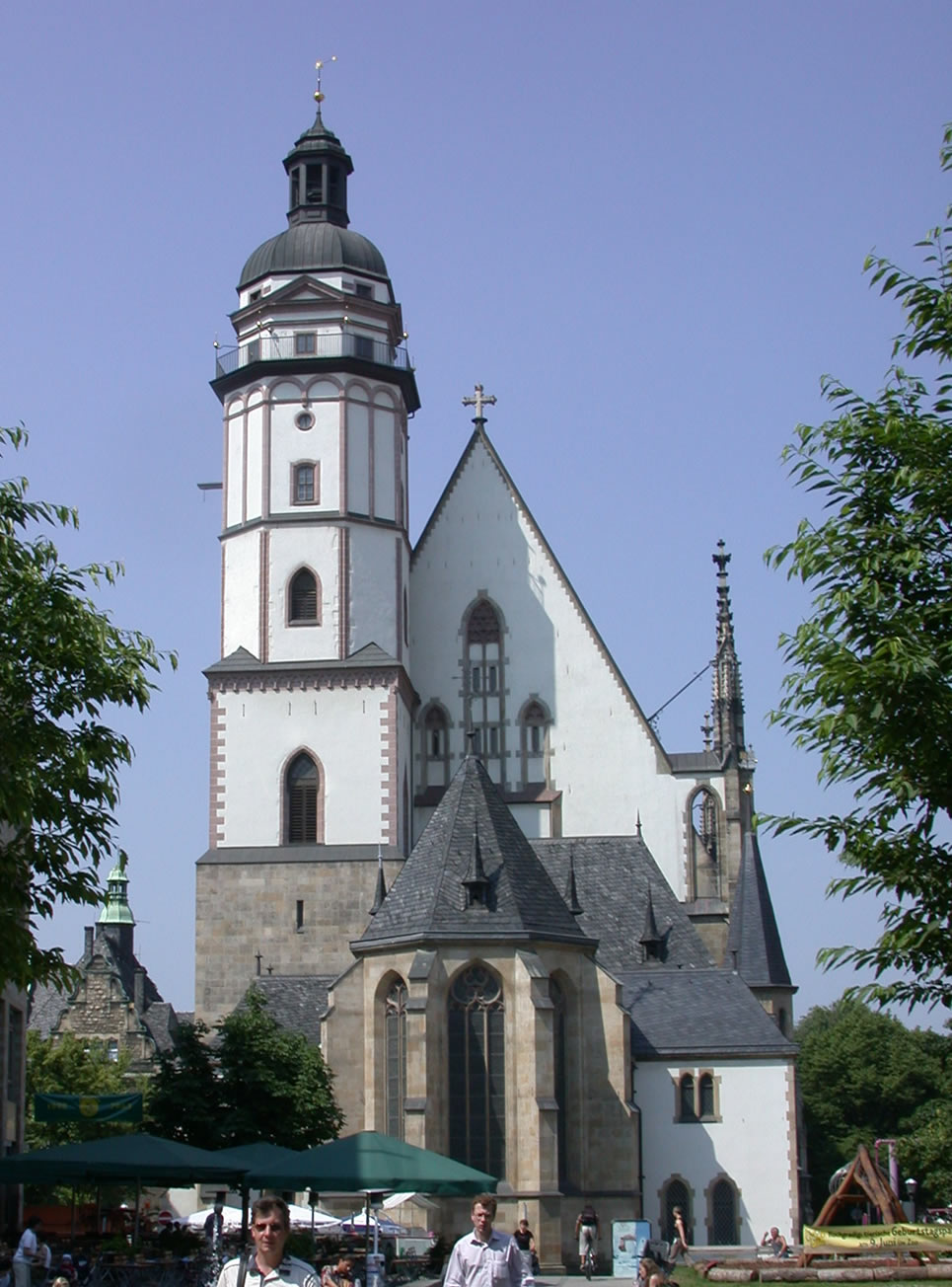
De Thomaskirche te Leipzig

Het koor zingt traditioneel veel muziek van Johann Sebastian Bach, maar heeft een repertoire van alle tijden, van Renaissance tot modern. Gotthold Schwarz, die in 2016 Georg Christoph Biller opvolgde, is de 17e dirigent (Thomascantor) sedert Johann Sebastian Bach.
Het Forum Thomanum is een ontmoetingsplaats in de Bachwijk van Leipzig. De bedoeling is dat het uitgroeit tot een grote muzikale campus met het Thomasalumnat, kleuterschool, basisschool, middelbare school, koor, Lutherse kerk, jeugdherberg, gebouwen voor de administratie, gymnastiekzaal, repetitieruimte en andere benodigdheden. Er is tevens kritiek geuit, aangezien de voorgestelde veranderingen gevolgen zullen hebben voor de wijze waarop de Thomaner worden geselecteerd en opgeleid.
De meeste leden van het Thomanerchor wonen in het Thomasalumnat in de Hiller straat. De jongens leven in Stuben en niet in schoolklassen. Een Stube is niet alleen een slaapkamer, maar ook een administratieve eenheid met een gesloten hiërarchie en een duidelijke taakomschrijving. In een Stube zit altijd een oudere jongen naast jongeren om een hiërarchie en een leermeester – leerling relatie tot stand te laten komen. Dat maakt het mogelijk dat slechts vijf leraren toezien op 90 kinderen. De Stuben worden elk jaar opnieuw ingedeeld.
De Stuben hebben afsluitbare kluisjes en een tafel voor elke jongen. Andere meubels, zoals boekenplanken, radio's, planten en stoelen zijn er ook, maar televisies en computers zijn niet toegestaan. Iedere kamer heeft tien bedden.
Het Thomasalumnat heeft ook een ruimte om te sporten, om te repeteren en een eetzaal, waar alle jongens driemaal daags samen eten, een winkel met een kleermaker die de kleding voor tijdens het concert in orde maakt, een archief, en een vleugel waar de leraren wonen, een ruimte voor de begeleidende musici, een ruimte met modelspoortreinen, een fitnessruimte, een woonkamer voor de oudere jongens, een perskamer voor de schoolkrant, een sauna, een bibliotheek met computers, een ziekenboeg en een televisieruimte. Er zijn twee doucheruimtes voor alle jongens.
Het Thomanerchor geeft concerten (minstens twee tournees per jaar) door heel Duitsland en daarbuiten. Ook zingt het koor driemaal per week in de Thomaskirche (Leipzig); elke vrijdagavond om zes uur en elke zaterdagmiddag om drie uur een motet en in de dienst 's zondags om 9 uur. Het koor zingt ook op protestantse feestdagen. In de zomer hebben de kinderen vakantie.

## Geschiedenis
De markgraaf van Meißen, Diederik van Meißen, stichtte de abdij van St. Thomas volgens de regel van Augustinus (Augustiner-Chorherrenstift zu St. Thomas) in 1212. Aan het klooster was een school verbonden, en het doel was om priesters op te leiden. Sinds de Hervorming in 1539, behoren de school en het koor aan de stad Leipzig; al wordt ze beïnvloed door de protestante kerk van Saksen. Toen Johann Sebastian Bach het koor dirigeerde, bestond het uit slechts 16 jongens. Na Bachs dood, hebben nog andere beroemde musici het koor geleid als Thomascantor, waaronder Doles, Hiller en Moritz Hauptmann.
Aan het eind van de 19e eeuw werd de Thomasschule naast de Thomaskirche gesloopt en verhuisde het koor naar de Hillerstraße, in de muziekwijk. Tijdens de Naziperiode maakte het koor vanaf 1937 deel uit van de Hitlerjugend. De toenmalige Thomascantor Günther Ramin concentreerde zich echter op religieus repertoire en spande zich in de jongens zo veel mogelijk uit militaire dienst te houden.
In december 1943, tijdens de Tweede Wereldoorlog,   werd Leipzig zwaar getroffen door een geallieerd luchtbombardement.  Ook het onderkomen van de Thomaner werd zeer zwaar beschadigd. Het koor week daarom uit naar een, van een internaat voorzien, gymnasium in een voormalig klooster te Grimma, en bleef daar tot het eind van de oorlog in mei 1945.
Sinds 2021 is Andreas Reize Thomascantor.

## Beroemde Thomaner
- Carl Philipp Emanuel Bach
- Günther Ramin
- Jörg-Peter Weigle
- Hans-Jürgen Beyer
- Georg Christoph Biller
- Jürgen Golle
- Reiner Süß
- Erhard Mauersberger
- Martin Christian Vogel
- ensemble amarcord (in German: ensemble amarcord)
- Stephan Genz
- Hanns-Martin Schneidt
- Matthias Weichert

## Films
- Die Thomaner. Documentary film. East Germany 1979. Director: Lew Hohmann.
- Das fliegende Klassenzimmer. Literal adaptation of Erich Kästner's novel The Flying Classroom. Germany 2003. Director: Tomy Wigand.
- Paul Gerhardt - der Film. Mit dem Thomanerchor Leipzig. Documentary film. Germany 2007. Director: Gerold Hofmann.

## Erkenning
Prijzen
- 2002: Brahms Preis (Brahmsgenootschap Sleeswijk Holstein)
- 2002 ECHO Klassik
- 2001 European Cultural Award van de European Cultural Foundation
- 1999 BILD-OSGAR prijs
- 1994 Grants-in-Aid from the Ernst von Siemens Foundation for Music
- 1985 Osaka Music Prize